# لوئیس اندروز
لوئیس اندروز (انگلیسی: Lois Andrews؛ ۲۴ مارس ۱۹۲۴ – ۵ آوریل ۱۹۶۸) یک هنرپیشه اهل ایالات متحده آمریکا بود. 